# Llave de percusión

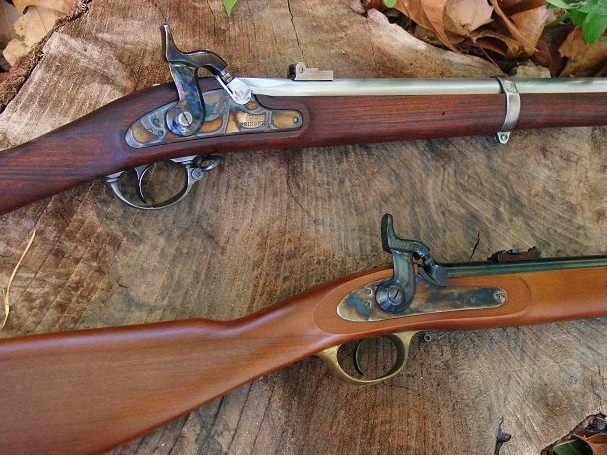
Llaves de percusión de los fusiles de avancarga Springfield (arriba) y Enfield (abajo).

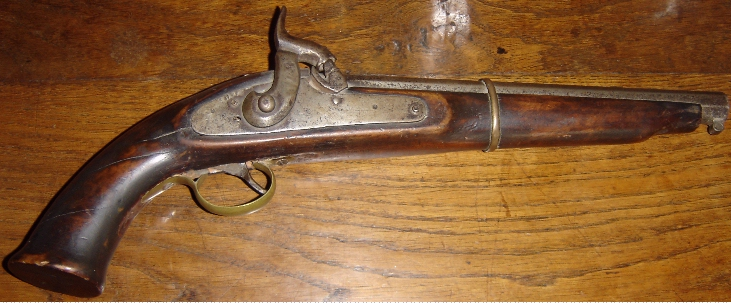
Pistola con llave de percusión.

La llave de percusión fue la sucesora de la llave de chispa en el desarrollo de las armas de fuego, usando una cápsula fulminante (pistón) para detonar la carga propulsora en lugar del trozo de sílex que golpeaba el pie de gato contra el rastrillo. Su empleo predominó en las décadas centrales del siglo XIX, tratándose de un sistema de disparo de transición entre la anterior llave de chispa y los posteriores sistemas de retrocarga, con cerrojo o con acción de palanca, que le hicieron rápidamente obsoleto en la década de 1870. 

## Historia
Un rudimentario sistema de percusión fue desarrollado por el reverendo Alexander John Forsyth como solución al problema de que los pájaros perchados se asustaban cuando salía el humo de la cazoleta de su escopeta de chispa, advirtiéndoles para eludir el disparo. Su invento de un mecanismo de disparo accionado por fulminato de mercurio privó a los pájaros de su sistema de alerta, tanto al evitar el humo de la cazoleta como al reducir el intervalo entre apretar el gatillo y la salida de los perdigones del cañón. Forsyth patentó su sistema de disparo en 1807. Sin embargo, no fue sino hasta después del vencimiento de las patentes de Forsyth que la llave de percusión convencional fue desarrollada. 
El mecanismo de llave de percusión convivió inicialmente con la llave de chispa, aunque las ventajas de este sistema (resistencia a la humedad y mayor cadencia de tiro) provocaron la conversión de muchos mosquetes de llave de chispa a la llave de percusión. Este mecanismo sentó las bases para el posterior desarrollo de los cartuchos metálicos, que integran fulminante, carga propulsora y bala en una misma vaina de metal. Cabe destacar los efectos que tuvo esta innovación tecnológica en los viejos arsenales europeos de mosquetes de chispa, muchos de los cuales acabaron en manos de indígenas. Estos los usaron para luchar entre sí, como por ejemplo en las Guerras de los Mosquetes de Nueva Zelanda.

## Descripción
La llave de percusión consiste en un martillo, similar al empleado en una llave de chispa, y una chimenea (a veces mencionada como "cono") que sostiene una pequeña cápsula fulminante. La chimenea tiene un abertura que conduce al cañón. La cápsula contiene un compuesto químico llamado fulminato de mercurio, cuya fórmula es Hg(ONC)2. Está hecho de mercurio, ácido nítrico y alcohol. Cuando el gatillo suelta el martillo, este golpea la cápsula y detona el fulminato de mercurio. Las llamas de la detonación viajan a través de la abertura de la chimenea e ingresan al cañón, donde encienden la carga propulsora.

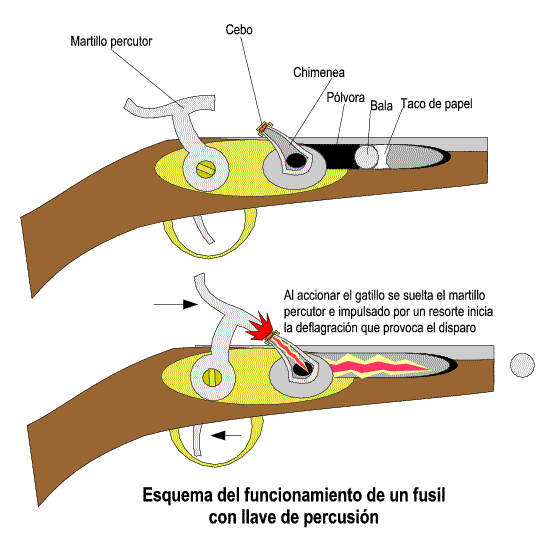

Tal y como puede apreciarse en la imagen superior, este sistema dependía en sus inicios de los primitivos cartuchos de papel, por lo que estas armas eran de avancarga, aunque un primer modelo de fusil de retrocarga con ánima rayada, el fusil Ferguson, ya había sido introducido a finales del siglo XVIII con limitado éxito. A mediados del siglo XIX, la adopción en Occidente de la bala Minié, combinada con el ánima rayada y la retrocarga, dotó a los mosquetes de una mayor potencia de fuego, naciendo así el fusil.

## Imágenes

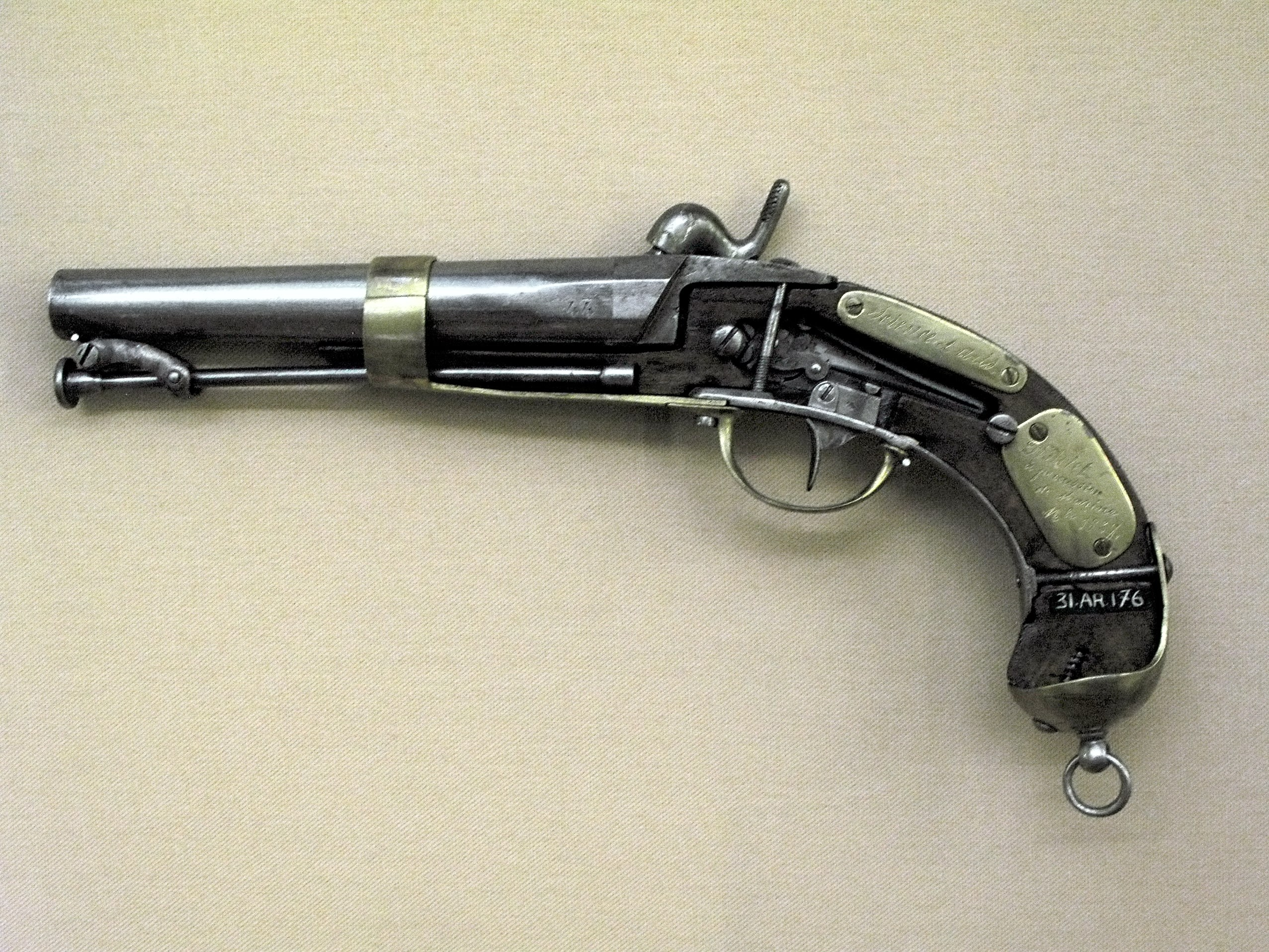
Pistola de instrucción seccionada Modelo 1837 de la Armada francesa.
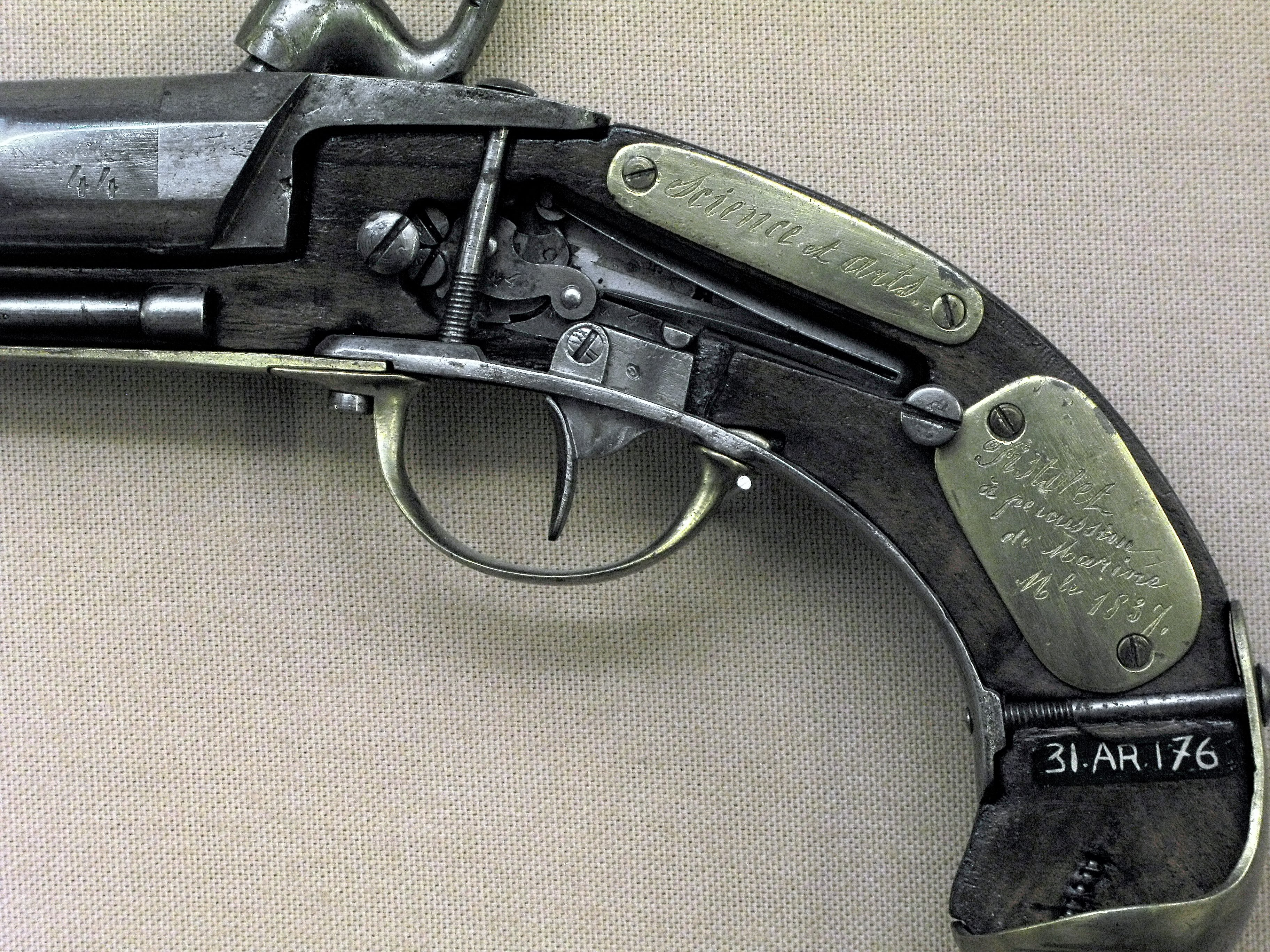
Detalle del mecanismo de disparo.
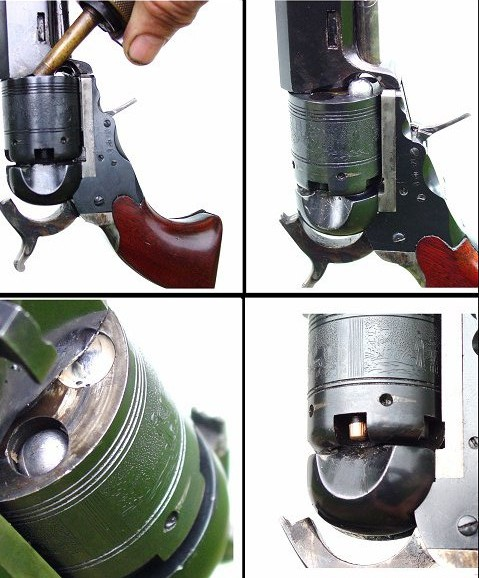
Secuencia de carga para revólveres de percusión.